# Fair Antigua, We Salute Thee
Fair Antigua, we salute thee (En español: Bella Antigua, te saludamos) es el himno nacional de Antigua y Barbuda. Escrito por Novelle Hamilton Richards y compuesto por Walter Garnet Picart Chambers, fue adoptado tras la independencia en 1967. El God Save the King es aún el himno real (de la familia real británica).

## Letra en inglés
Fair Antigua and Barbuda! 

We thy sons and daughters stand 

Strong and firm in 

Peace or danger 

To safe-guard our Native Land 

We commit ourselves to building 

A true nations brave and free; 

Ever striving, ever seeking, 

Dwell in love and unity 

Raise the standard! Raise it boldly!

Answer now to duty's call

To the service of thy country,

Sparing nothing, giving all;

Gird your loins and join the battle

'Gainst fear, hate and poverty,

Each endeavouring, all achieving,

Live in peace where man is free.

God of nations, let Thy blessings

Fall upon this land of ours;

Rain and sunshine ever sending,

Fill her fields with crops and flowers;

We her children do implore Thee,

Give us strength, faith, loyalty,

Never failing, all enduring

To defend her liberty.

## Letra en español
¡Noble Antigua y Barbuda!
Tus hijos e hijas nos mantendremos
Fuertes y firmes, en paz o peligro
Para salvaguardar nuestra tierra natal
Prometemos construir
Una verdadera nación valiente y libre;
Siempre esforzándose, siempre buscando,
Vive en el amor y la unidad
 
¡Eleva el estándar! ¡Elévalo con coraje!
Responda al llamado del deber
Al servicio de tu país,
No dejes nada, dalo todo;
Ciñe los lomos y a la batalla
Contra el miedo, odio y pobreza,
Cada uno esforzándose, todos logrando
Vive en paz donde el hombre es libre.
 
Dios de las naciones, deja que tus bendiciones
Caigan sobre nuestra tierra;
Envía por siempre lluvia y sol,
Llena sus campos de cultivos y flores;
Nosotros sus hijos te imploramos,
Danos fortaleza, fe, y lealtad,
Nunca fallaremos, perduramos por siempre
Defendiendo su libertad.